# Гельмут Вікке
Гельмут Вікке (нім. Helmut Wicke; 8 листопада 1920, Оберурзель — 2015) — німецький офіцер-підводник, оберлейтенант-цур-зее крігсмаріне.

## Біографія
16 вересня 1939 року вступив на флот. З 23 жовтня 1941 по 12 квітня 1943 року — 2-й вахтовий офіцер на підводному човні U-106. З 15 квітня по 15 травня 1943 року пройшов курс командира човна. З 1 вересня по 12 грудня 1943 року — командир U-560, з 13 грудня 1943 по 30 червня 1944 року — U-351, з 10 липня 1944 по лютий 1945 року — U-1007, з березня 1945 року — U-1231. 27 квітня вийшов у свій перший і останній похід. 14 травня капітулював у Шотландії. В 1948 році звільнений.

## Звання
- Кандидат в офіцери (16 вересня 1939)
- Морський кадет (1 лютого 1940)
- Фенріх-цур-зее (1 липня 1940)
- Оберфенріх-цур-зее (1 липня 1941)
- Лейтенант-цур-зее (1 березня 1942)
- Оберлейтенант-цур-зее (1 жовтня 1943)

## Нагороди
- Нагрудний знак підводника (23 лютого 1942)
- Залізний хрест 2-го класу (23 лютого 1942)